# Putney Bridge (brug)
Putney Bridge is een brug over de rivier de Theems in West-Londen en verbindt de wijken Putney en Fulham. Het dichtstbijzijnde metrostation is Putney Bridge tube station.

## Geschiedenis
De bouw van de brug werd in 1726 goedgekeurd door het parlement, ondanks hevige protesten van veermannen en de Corporation of London, die vreesden dat de reeds bestaande London Bridge overbodig zou worden. De bouw werd gestart in maart 1729 en al in november van datzelfde jaar kon de brug worden geopend. De bouw van de door Sir Jacob Ackworth ontworpen boogbrug werd uiteindelijk uitgevoerd onder leiding van timmerman Thomas Philipps. Om de brug te gebruiken moest men tol betalen; aan beide uiteinden van de brug bevonden zich tolhuisjes.
In oktober 1795 probeerde de schrijfster Mary Wollstonecraft zelfmoord te plegen door vanaf de brug in de rivier te springen. Sinds 1845 fungeert de brug als startlocatie van de Boat Race, de traditionele roeiwedstrijd tussen de ploegen van de universiteiten van Oxford en van Cambridge, gemarkeerd door een steen stroomopwaarts van de brug, op de zuidelijke oever.
In 1870 richtte een binnenschip veel materiële schade aan, toen het met de brug botste, en daarmee drie pijlers deed instorten. Dit incident leidde tot plannen voor een geheel nieuwe brug. Het Metropolitan Board of Works (MBW) verwierf de brug in 1879, schafte een jaar later de tol af en gaf Joseph Bazalgette de leiding bij de bouw van de nieuwe brug. De bouwkosten bedroegen zo'n £240.000. Op 29 mei 1886 volgde de officiële opening door de Prince of Wales, Eduard VII en zijn vrouw Alexandra.